# Zmarli w listopadzie 2019

## Listopad 2019
- 30 listopada
  - Awram Awramow – bułgarski alpinista[1]
  - Maria Dąbrowska – polski archeolog[2]
  - Mariss Jansons – łotewski dyrygent[3][4]
  - Roman Loth – polski polonista, profesor Instytutu Badań Literackich Polskiej Akademii Nauk[5]
  - Petr Málek – czeski strzelec sportowy[6]
  - Doris Merrick – amerykańska aktorka i modelka[7]
  - Kazimierz Mrówczyński – polski hokeista i pływak[8]
  - Wojciech Orłowski – polski prawnik konstytucjonalista, doktor habilitowany nauk prawnych, profesor i rektor Uniwersytetu Marii Curie-Skłodowskiej w Lublinie[9]
- 29 listopada
  - Ruth Anderson – amerykańska kompozytorka, dyrygentka i flecistka[10]
  - Joseph Anthony Irudayaraj – indyjski duchowny katolicki, biskup[11]
  - Irving Burgie – amerykański piosenkarz, autor piosenek[12]
  - Tony Karalius – angielski rugbysta, reprezentant kraju[13]
  - Roman Malek – polski duchowny rzymskokatolicki, werbista, sinolog i religioznawca, prof. dr hab.[14]
  - Yasuhiro Nakasone – japoński polityk, premier Japonii (1982–1987)[15]
  - Włodzimierz Sel − polski inżynier, wynalazca, felietonista– polski bokser[16]
  - Zbigniew Łukijańczuk − polski funkcjonariusz pożarnictwa, prezes OSP Kobyłka (1988-2019)[17].
- 28 listopada
  - Tadeusz Bratus – polski muzyk, kompozytor, aranżer, animator kultury i pedagog, członek zespołu Nowa Grupa Jacka Lecha[18]
  - Ernest Cabo – gwadelupski duchowny katolicki, biskup[19]
  - Ryszard Hoszowski – polski dyplomata i literat, Chargé d’affaires a.i. PRL w Australii (1972–1973)[20]
  - Aleksy Iutin – ukraiński dziennikarz i fotograf[21]
  - Drago Kovačević – serbski pisarz, dziennikarz i polityk[22]
  - Jorge Hernán Monge – kostarykański piłkarz, reprezentant kraju[23]
  - Tadeusz Mrowiec – polski chirurg, uczestnik II wojny światowej, powstaniec warszawski, kawaler orderów[24][25]
  - Józef Nazaruk – polski rajdowiec[26][27][28]
  - Jan Nygren – szwedzki aktor[29]
  - Endel Taniloo – estoński rzeźbiarz[30]
  - Goar Wartanian – rosyjski szpieg pochodzenia armeńskiego[31][32]
  - Pim Verbeek – holenderski piłkarz i trener[33]
  - Stanisław Zbieg – polski harcerz, działacz konspiracji niepodległościowej w czasie II wojny światowej, kawaler orderów[34]
- 27 listopada
  - Martin Armiger – australijski muzyk i kompozytor filmowy[35]
  - Vittorio Congia – włoski aktor[36]
  - Stefan Danaiłow – bułgarski aktor i polityk, minister kultury (2005–2009)[37]
  - Godfrey Gao – tajwańsko-kanadyjski model i aktor[38]
  - Teresa Górska-Żółtowska – polska psycholożka i neurofizjolożka[39][40]
  - Drago Kovačević(inne języki) – chorwacki polityk i dziennikarz narodowości serbskiej, burmistrz Knina (1994–1995), minister informacji Republiki Serbskiej Krajiny (1995)[41]
  - Jarosław Manowski – polski dziennikarz[42]
  - Jonathan Miller – brytyjski reżyser, scenarzysta i komik[43][44]
  - Juan Carlos Scannone – argentyński teolog[45]
  - Bala Singh – indyjski aktor[46]
- 26 listopada
  - Aisza Abdullina – kazachska aktorka[47]
  - Henny Ardesch – holenderski piłkarz[48]
  - Charles Gutemberg – brazylijski aktor i komik[49]
  - Janusz Kajrunajtys – polski inżynier budownictwa i wykładowca akademicki, autor licznych patentów[50]
  - Ken Kavanagh – australijski kierowca wyścigowy i motocyklowy[51]
  - Bane Kovačević – serbski raper[52]
  - Köbi Kuhn – szwajcarski piłkarz[53]
  - Bruno Nicolè – włoski piłkarz[54]
  - Gary Rhodes – brytyjski kuchmistrz i osobowość telewizyjna[55]
- 25 listopada
  - Boban Aleksić – czarnogórski muzyk i kompozytor[56]
  - Janusz Baszyński – polski fizyk, prof. dr hab.[57]
  - Grzegorz Bohosiewicz – polski bokser[58]
  - George Clements – amerykański duchowny rzymskokatolicki i aktywista społeczny[59]
  - Martin Harvey – irlandzki piłkarz i trener[60]
  - Alain Porthault – francuski lekkoatleta i rugbysta[61]
  - Monika Potokárová – słowacka aktorka[62][63]
  - Wiktor Siemionow – rosyjski aktor[64]
  - Iain Sutherland – szkocki piosenkarz[65]
  - Roy Wilox – brytyjski muzyk jazzowy[66]
- 24 listopada
  - Goo Hara – południowokoreańska piosenkarka i aktorka[67]
  - Mobarak Hossain Khan – bangladeski muzyk, pisarz i muzykolog[68]
  - Clive James(inne języki) – australijski pisarz[69]
  - Irena Kałuża – polski filolog, prof. dr hab.[70][71]
  - Colin Mawby – brytyjski dyrygent i kompozytor[72]
  - Dion Neutra – amerykański architekt[73]
  - Pepe Parra – ekwadorski piosenkarz[74]
  - Juan Orrego-Salas – chilijski kompozytor[75]
- 23 listopada
  - Asunción Balaguer – hiszpańska aktorka[76]
  - Francesc de Paula Gambús i Millet – hiszpański i kataloński polityk[77]
  - Sean Haslegrave – angielski piłkarz[78]
  - Enrique Iturriaga – peruwiański kompozytor[79]
  - Romuald Koperski – polski podróżnik, pisarz, przewodnik po Syberii[80]
  - Harry Morton – amerykański przedsiębiorca, restaurator[81]
  - Marco del Re – włoski malarz[82]
  - Bolesław Rubaj – polski weterynarz, specjalista z zakresu anatomii patologicznej zwierząt, prof. dr hab.[83]
  - Ireneusz Sańka – polski siatkarz[84][85]
  - Patrice Tirolien – francuski polityk[86]
- 22 listopada
  - Eugène Camara – gwinejski polityk, premier Gwinei (2007)[87]
  - Stephen Cleobury – angielski organista i dyrygent[88][89]
  - Jean Douchet – francuski aktor, reżyser, scenarzysta i krytyk filmowy[90]
  - Gaston Durnez(inne języki) – belgijski pisarz i dziennikarz[91]
  - Shaukat Kaifi – indyjska aktorka[92]
  - Birgit Menz – niemiecka koszykarka[93]
  - Jerzy Ocioszyński – polski specjalista z zakresu budowy i eksploatacji maszyn, dr hab. inż.[94]
  - Mario Rigo – włoski polityk, parlamentarzysta krajowy i europejski, burmistrz Wenecji (1975–1985)[95]
  - Cecilia Seghizzi – włoska kompozytorka i superstulatka[96]
  - Henry Sobel – brazylijski rabin[97]
  - Janusz Szczęsław Wyżnikiewicz – polski architekt[98]
- 21 listopada
  - Taska Bałabanowa – macedońska aktorka[99]
  - Yaşar Büyükanıt – turecki generał, szef sztabu generalnego armii tureckiej (2006–2008)[100]
  - Wasił Dimitrow – bułgarski aktor i reżyser[101]
  - Bengt Erik Grahn – szwedzki narciarz alpejski[102]
  - Andrée Lachapelle – kanadyjska aktorka[103]
  - Jan Kanty Pytel – polski duchowny rzymskokatolicki, biblista, prof. dr hab.[104]
  - Colin Skipp – brytyjski aktor[105]
  - Hanna Szczerkowska – polska aktorka i tłumaczka dramatu[106][107]
- 20 listopada
  - Milorad Bahilj – bośniacki polityk, minister handlu Bośni i Hercegowiny (2011–2015)[108]
  - Jan Boczek – polski entomolog, prof. dr hab.[109]
  - Charles Brumskine – liberyjski prawnik, polityk[110]
  - Jake Burton Carpenter – amerykański snowboardzista[111]
  - Fred Cox – amerykański futbolista[112]
  - Andrew Jin Daoyuan – chiński duchowny rzymskokatolicki, arcybiskup diecezji Lu’an[113]
  - Wiesław Depczyński – polski specjalista z zakresu gospodarki wodnej i inżynierii wodnej, kawaler orderów[114]
  - Bertha Díaz – kubańska lekkoatletka[115]
  - Zoltán Dömötör – węgierski piłkarz wodny[116]
  - Grigorios – cypryjski duchowny prawosławny, arcybiskup Wielkiej Brytanii[117]
  - Amos Lapidot – izraelski pilot wojskowy, dowódca izraelskich wojsk lotniczych[118]
  - Doug Lubahn – amerykański gitarzysta basowy[119][120]
  - John Mann – kanadyjski muzyk rockowy[121]
  - Wataru Misaka – amerykański koszykarz[122]
  - Massimo Pittau – włoski językoznawca[123]
  - Bogna Pogorzelska-Stronczak – polska specjalistka chirurgii szczękowej, prof. dr. hab. n. med.[124][125]
  - Michael J. Pollard – amerykański aktor[126]
  - Leokadia Witkowska-Żuk – polski botanik, dr hab.[127][128]
- 19 listopada
  - Franciszek Bachleda-Księdzularz – polski polityk i działacz społeczny, prezes Związku Podhalan, senator[129]
  - Jerzy Bałdyga – polski chemik, prof. dr hab. inż.[130][131]
  - Ernesto Báez – kolumbijski dowódca paramilitarny, jeden z przywódców Zjednoczonych Sił Samoobrony Kolumbii[132]
  - José Mário Branco – portugalski piosenkarz, aktor i producent muzyczny[133]
  - Max Bonniot – francuski alpinista[134]
  - Alojzy Dernbach – polski motolotniarz[135]
  - Leszek Forowicz – polski dziennikarz[136][137]
  - D.M. Jayaratne – lankijski polityk, minister, premier Sri Lanki (2010–2015)[138]
  - Pierre Labbre – francuski alpinista[134]
  - Stefan Olszewski – polski kolejarz, działacz opozycji w okresie PRL, kawaler orderów[139]
  - Dariusz Sepioło – polski fotograf i filmowiec[140][141]
  - Martinus Dogma Situmorang – indonezyjski duchowny rzymskokatolicki, biskup[142]
  - Lech Szczucki – polski historyk filozofii i kultury, profesor nauk humanistycznych, pracownik Instytutu Filozofii i Socjologii Polskiej Akademii Nauk[143]
  - Jusup Wilkosz – niemiecki kulturysta[144]
- 18 listopada
  - Norodom Buppha Devi – kambodżańska księżniczka, minister kultury i sztuki (1998–2004), dyrektor Królewskiego Baletu Kambodży[145][146]
  - Witold Gutkowski – polski inżynier mechanik, profesor nauk technicznych, powstaniec warszawski[147]
  - Zbigniew Jujka – polski dziennikarz, rysownik[148]
  - Laure Killing – francuska aktorka[149]
  - Srboljub Markušević – serbski i jugosłowiański piłkarz i trener[150]
  - Brad McQuaid – amerykański projektant gier wideo[151][152]
  - Tadeusz Piotrowski – polski żeglarz, olimpijczyk (1972)[153]
  - Lucyna Reszczyńska – polska zakonnica rzymskokatolicka, uczestniczka powstania warszawskiego i dama orderów[154]
  - Igor Sachnowski(inne języki) – rosyjski pisarz[155]
  - Argentina Santos – portugalska piosenkarka fado[156]
  - Sultan bin Zayed bin Sultan Al Nahyan – emiracki polityk i członek rodu emirów Abu Zabi Al Nahajjan, wicepremier (1990–2009)[157]
- 17 listopada
  - Andrzej Bulzak – polski psycholog i samorządowiec, rektor Wyższej Szkoły Biznesu – National Louis University[158]
  - Arsenio Corsellas – hiszpański aktor i lektor filmowy[159]
  - Jiřina Čermáková – czeska hokeistka na trawie, srebrna medalistka olimpijska (1980)[160]
  - Jerzy Czartoryski – polski działacz polonijny w Kanadzie, twórca systemów do produkcji map morskich i nawigacji morskiej[161]
  - Yıldız Kenter – turecka aktorka[162]
  - Jan Labus – polski samorządowiec, burmistrz Ozimka (1998–2010, 2014–2019)
  - Andrzej Nowak – polski lekarz gastroenterolog[163]
  - Adnan Pachachi – iracki polityk, premier Iraku (2004), minister spraw zagranicznych (1965–1967)[164]
  - Gustav Peichl – austriacki architekt, karykaturzysta[165]
  - Tuka Rocha – brazylijski kierowca wyścigowy[166]
  - Regina Tyszkiewicz – białoruska matematyk[167]
- 16 listopada
  - Nancy Brunning – nowozelandzka aktorka[168]
  - Witold Cichocki – polski fotograf[169][170][171]
  - Irma Cordero – peruwiańska siatkarka[172]
  - Bronisław Dembowski – polski duchowny rzymskokatolicki, biskup włocławski (1992–2003)[173]
  - Jerzy Janiszewski – polski dziennikarz muzyczny, prezenter radiowy[174]
  - Zofia Kozłowiecka-Tyll – badaczka tańca, choreolog, nauczyciel akademicki[175]
  - Vojtěch Jasný – czeski reżyser i scenarzysta filmowy[176]
  - Jacek Kurzawiński – polski siatkarz i trener siatkarski[177]
  - Terry O’Neill – brytyjski fotografik[178]
  - Wsiewołod Sewer Strażewski – polski dyplomata, ambasador[179]
  - Władysław Stążka – polski lekarz, specjalista w zakresie fizjologii, prof. dr hab[180][181]
  - Johnny Wheeler – angielski piłkarz, reprezentant kraju[182]
  - Jan Zierski – polski neurochirurg, prof. dr. hab. n. med.[183][184]
- 15 listopada
  - Harrison Dillard – amerykański lekkoatleta, mistrz olimpijski (1948, 1952)[185][186]
  - Vladimir Hotineanu – mołdawski lekarz i polityk, minister zdrowia (2009–2010)[187]
  - Artur Kreka – albański zapaśnik, działacz opozycji demokratycznej w latach 1990–1991[188]
  - Ewa Kuźmińska – polska siatkarka[189][190]
  - Marcel Mart – luksemburgski polityk, minister gospodarki, energetyki i transportu (1969–1977)[191]
  - Irv Noren – amerykański baseballista[192]
  - Krystyna Nowakowska – polska lekkoatletka, biegaczka średniodystansowa, olimpijka (1960)[193][194]
  - Juliusz Paetz – polski duchowny rzymskokatolicki, doktor nauk teologicznych, biskup łomżyński (1983–1996) i arcybiskup poznański (1996–2002)[195]
  - Johan Wahyudi – indonezyjski badmintonista, mistrz świata (1977)[196]
- 14 listopada
  - Maria Baxa – serbska aktorka[197]
  - Krystyna Boglar – polska prozaik, poetka, autorka utworów dla dzieci, scenarzystka TV[198]
  - Jean Fergusson – brytyjska aktorka[199]
  - Dennis Hartley – angielski rugbysta[200]
  - Stanislav Martiš – słowacki śpiewak operowy, tenor[201]
  - Krystyna Odoj – polska zawodniczka i trenerka kajakarstwa[202]
  - Wioletta Anna Podgórska – polska specjalista z zakresu inżynierii reaktorów chemicznych i układów wielofazowych, dr hab.[203][204]
  - Juan Octavio Prenz(inne języki) – argentyński pisarz[205]
  - Marcin Rychlewski(inne języki) – polski literaturoznawca, profesor Uniwersytetu Adama Mickiewicza w Poznaniu[206]
  - Vashishth Narayan Singh – indyjski matematyk[207]
- 13 listopada
  - Giorgio Corbellini – włoski duchowny katolicki, biskup[208]
  - Djaduk Ferianto – indonezyjski aktor, muzyk i reżyser[209]
  - Jane Galloway Heitz – amerykańska aktorka i menadżerka[210]
  - Andrzej Michał Janicki – polski specjalista telekomunikacji i informatyki, prof. dr hab. inż.[211][212]
  - Elżbieta Karlińska – polska samorządowiec, wiceburmistrz Darłowa, radna sejmiku zachodniopomorskiego[213]
  - Branko Lustig – chorwacki producent filmowy, dwukrotny laureat Oskara[214]
  - Andrzej Łyjak – polski szczypiornista[215]
  - Krzysztof Marasek – polski specjalista w dziedzinie sztucznej inteligencji i przetwarzania języka naturalnego, prof. dr hab.[216]
  - Kieran Modra – australijski pływak, kolarz torowy i szosowy[217]
  - Arkadiusz Peisert – polski socjolog[218][219]
  - Raymond Poulidor – francuski kolarz szosowy i przełajowy[220][221]
  - Henryk Smętkowski – polski konstruktor i twórca wykrywaczy metali[222]
  - Niall Tóibín – irlandzki aktor i komik[223]
  - José Luis Veloso – hiszpański piłkarz[224]
  - Krasimir Zarkow – bułgarski rzeźbiarz[225]
- 12 listopada
  - Zdzisław Antos – polski dziennikarz i publicysta[226]
  - Edwin Bramall – brytyjski generał i polityk[227]
  - Urszula Chojan – polska piosenkarka[228]
  - Zoran Hristić – serbski kompozytor[229][230]
  - Władysław Jóźków – polski duchowny rzymskokatolicki, ksiądz prałat, Honorowy Obywatel Legnicy[231]
  - Wasil Kuryłau – białoruski piłkarz[232]
  - Víctor Manuel Pérez Rojas – wenezuelski duchowny katolicki, biskup[233]
  - Stanisław Pocztarski – polski działacz konspiracji w czasie II wojny światowej oraz powojenny działacz kombatancki, kawaler orderów[234]
  - Martin Sagner – chorwacki aktor[235]
  - Mitsuhisa Taguchi – japoński piłkarz[236]
  - Edward Zacca – jamajski prawnik, polityk, gubernator generalny (1991)[237]
- 11 listopada
  - Bad Azz – amerykański raper[238]
  - Zeke Bratkowski – amerykański futbolista[239]
  - Roman Chruszcz – rosyjski reżyser i scenarzysta[240]
  - Winston Lackin – surinamski polityk, minister spraw zagranicznych (2010–2015)[241]
  - Ralph T. O’Neal – brytyjski polityk, premier Brytyjskich Wysp Dziewiczych (2007–2011)[242]
  - Lawrence G. Paull – amerykański scenograf[243]
  - Charles Rogers – amerykański futbolista[244][245]
  - Tadeusz Rousseau – polski uczestnik II wojny światowej, powstaniec warszawski, kawaler orderów[246]
  - Mümtaz Soysal – turecki polityk i prawnik, minister spraw zagranicznych (1994)[247]
  - Norbert Wojciechowski – polski wydawca, poligraf, działacz opozycji antykomunistycznej, samorządowiec, polityk[248]
- 10 listopada
  - Werner Andreas Albert – niemiecki kompozytor i dyrygent[249][250]
  - Michaił Budkiejew – rosyjski malarz[251]
  - Jan Byrczek – polski kontrabasista jazzowy[252]
  - Les Campbell – angielski piłkarz[253]
  - Henryk Czech – polski działacz konspiracji w czasie II wojny światowej, Honorowy Obywatel Skarżyska-Kamiennej[254]
  - Luciano De Genova – włoski sztangista, medalista olimpijski[255][256]
  - Lothar Dziwoki – polski muzyk jazzowy[257]
  - Karl Hagemann – niemiecki polityk i lekarz dentysta, poseł do Volkskammer[258]
  - Piruz Kanteładze – gruziński piłkarz[259]
  - Bronisław Sałuda – polski dziennikarz, pisarz i wydawca[260]
  - István Szívós – węgierski piłkarz wodny[261]
  - Tadeusz Wijaszka – polski lekarz weterynarii, dr hab.[262]
- 9 listopada
  - Sandile Dikeni(inne języki) – południowoafrykański poeta i działacz społeczny[263]
  - Kehinde Lijadu – nigeryjska piosenkarka[264]
  - Brian Mawhinney – brytyjski polityk, minister[265]
  - Gustawa Patro – polska regionalistka, zasłużona dla Pałuk[266]
  - Branislav Petrušević Petrući – serbski aktor[267]
  - Cyril Robinson – angielski piłkarz[268]
  - Stanisław Szponder – polski pisarz, lekarz pediatra i społecznik[269]
  - Jozef Tuchyňa – słowacki generał i polityk, minister spraw wewnętrznych (1993–1994)[270]
  - Mayra Caridad Valdés – kubańska wokalistka jazzowa[271]
  - Hans Verèl – holenderski piłkarz, trener[272]
- 8 listopada
  - Fred Bongusto – włoski piosenkarz, kompozytor[273]
  - Janusz Braszczyński – polski metalurg, prof. dr hab. inż., rektor Politechniki Częstochowskiej (1981–1982 oraz 1990–1996)[274][275]
  - Amor Chadli – tunezyjski lekarz i polityk, minister edukacji (1986-1987)[276]
  - Luciette Destouches – francuska tancerka i choreografka[277]
  - Zenobia Dębicka – polska aktorka lalkowa[278][279][280]
  - Urszula Eckert – polski surdopedagog, dr hab.[281]
  - Anatolij Krutikow – rosyjski piłkarz[282]
  - Özdemir Nutku – turecki aktor, reżyser i pisarz[283]
  - Stefan Strzałkowski – polski nauczyciel, polityk, samorządowiec, burmistrz Białogardu, poseł na Sejm RP[284]
  - Paweł Wasew – bułgarski aktor i reżyser, dyrektor Teatru Narodowego w Sofii[285]
- 7 listopada
  - Remo Bodei – włoski filozof[286]
  - Jan Cebula – polski muzyk ludowy, laureat nagrody im. Oskara Kolberga[287]
  - Regine Heinecke – niemiecka malarka i ilustratorka[288]
  - Krystyna Koczy – polska członkini ruchu oporu podczas II wojny światowej, działaczka kombatancka, dama orderów[289]
  - Ivica Maksimović – serbski wokalista i gitarzysta rockowy[290][291]
  - Fiorella Negro – włoska łyżwiarka[292]
  - Nik Powell – brytyjski producent filmowy[293]
  - Frank Saul – amerykański koszykarz[294]
  - Krzysztof Stec – polski kolarz[295]
- 6 listopada
  - Bernardo Bayona Aznar – hiszpański filozof i polityk, senator, parlamentarzysta krajowy i europejski[296]
  - John Curro – australijski skrzypek i dyrygent[297]
  - Stephen Dixon(inne języki) – amerykański pisarz[298]
  - Michael Fray – jamajski sprinter, olimpijczyk (1968)[299]
  - Robert Freeman – angielski fotograf i grafik, znany ze współpracy z zespołem The Beatles[300]
  - Wiesław Kaniewski – polski specjalista w zakresie budowy i eksploatacji maszyn, prof. dr inż.[301][302]
  - Sebastian Kąkol – polski kulturysta[303]
  - Aleksandr Kupcow – rosyjski aktor[304]
  - Julian Lampeens – belgijski architekt[305]
  - Andrzej Płochocki – polski fizyk[306]
  - Henryk Rafalski – polski specjalista higieny i epidemiologii, prof. dr hab. n. med.[307][308]
  - Jan Stráský – czeski polityk, premier Czechosłowacji (1992)[309]
  - Mike Streicher – amerykański kierowca rajdowy[310]
  - Alaksandr Szut – białoruski polityk i lekarz, deputowany[311]
- 5 listopada
  - Omero Antonutti – włoski aktor[312]
  - Tatiana Azowska – rosyjska poetka[313]
  - Laurel Griggs – amerykańska aktorka dziecięca[314]
  - Jan Erik Kongshaug – norweski inżynier dźwięku, gitarzysta jazzowy i kompozytor[315][316]
  - Bruno Kosak – polski polityk mniejszości niemieckiej, nauczyciel, poseł na Sejm I kadencji (1991–1993)[317]
  - Józef Smaga – polski rusycysta[318]
  - William Wintersole – amerykański aktor[319]
  - André Zimmermann – francuski kolarz szosowy[320]
  - Witalij Żigalin – rosyjski aktor[321]
- 4 listopada
  - Gay Byrne – irlandzki prezenter radiowy i telewizyjny[322]
  - Jacques Dupont – francuski kolarz szosowy i torowy[323]
  - Yılmaz Gökdel – turecki piłkarz[324]
  - Timi Hansen – duński muzyk heavymetalowy[325]
  - Zbigniew Jarosz – polski siatkarz oraz działacz Polskiego Związku Motorowego[326]
  - Czesław Kozłowski – polski koszykarz, piłkarz i trener piłkarski[327]
  - Virginia Leith – amerykańska aktorka[328]
  - Dmitrij Wasilenko – rosyjski gimnastyk, mistrz olimpijski (1996)[329]
- 3 listopada
  - Ernst Augustin(inne języki) – niemiecki pisarz[330]
  - Ian Cross(inne języki) – nowozelandzki pisarz i wydawca[331]
  - Michel Eddé – libański polityk i prawnik[332]
  - Sorin Frunzăverde – rumuński ekonomista, samorządowiec, polityk, minister, eurodeputowany[333]
  - Eryk Kulm – polski perkusista jazzowy[334][335]
  - Friedemann Layer – austriacki dyrygent[336][337]
  - Jerzy Popiel – polski pilot szybowcowy[338]
  - Danuta Przystasz – polska prawnik, uczestniczka powstania warszawskiego[339]
  - Helmut Richter(inne języki) – niemiecki pisarz i poeta[340]
  - Alberto Rivolta – włoski piłkarz[341]
  - Bojan Stojanović – serbski polityk i ekonomista z Kosowa, wiceminister finansów[342]
  - Girônimo Zanandréa – brazylijski duchowny katolicki, biskup[343]
- 2 listopada
  - Roman Bartosiewicz – polski aktor[344][345][346]
  - Sigge Ericsson – szwedzki łyżwiarz szybki[347]
  - Krzysztof Gacek – polski piłkarz[348]
  - Paulo Paulino Guajajara – obrońca lasów dżungli w Amazonii[349][350]
  - Leo Iorga – rumuński muzyk rockowy[351]
  - Józef Krasinkiewicz – polski matematyk, prof. dr hab.[352]
  - Marie Laforêt – francuska piosenkarka i aktorka[353][354]
  - Jacek Pietruszka – polski duchowny katolicki, dyrektor muzeum Domu Rodzinnego Jana Pawła II w Wadowicach[355]
  - Leszek Szerszeń – polski gleboznawca, prof. dr hab.[356]
  - Brian Tarantina – amerykański aktor[357]
  - Bohumil Tomášek – czeski koszykarz[358]
  - Marek Zieliński – polski publicysta i działacz emigracyjny, wiceprezes Instytutu Józefa Piłsudskiego w Ameryce[359]
- 1 listopada
  - Izabella Galicka – polska historyk sztuki, alpinistka, wieloletnia pracowniczka Polskiej Akademii Nauk[360]
  - Chandra Kaluarachichi – lankijska aktorka[361]
  - Rina Lazo – meksykańska malarka[362]
  - Miguel Olaortúa Laspra – hiszpański duchowny katolicki, biskup[363]
  - Johannes Schaaf – niemiecki reżyser[364]
  - Karol Zierhoffer – polski językoznawca, profesor Uniwersytetu Adama Mickiewicza w Poznaniu[365]
- data dzienna nieznana
  - Antoni Gawroch – polski działacz związkowy i opozycjonista, samorządowiec[366]
  - Witold Kołban – polski malarz[367]
  - Andrzej Kostka – polski działacz społeczny, Honorowy Obywatel Trzebini[368]
  - Edward Kozioł – polski zawodnik, działacz i sędzia żużlowy[369]
  - Henryk Kubiński – polski uczestnik II wojny światowej, kawaler orderów[370]
  - Dmitrij Obretecki – rosyjski przedsiębiorca, miliarder[371]
  - Andrzej Piątkowski – polski działacz opozycji w okresie PRL, kawaler orderów[372]
  - Luigi Termignoni – włoski przedsiębiorca, pionier w dziedzinie produkcji układów wdechowych do motocykli[373][374][375]
  - Mirosław Trembecki – polski fotoreporter[376][377]
  - Wiesława Zychowicz – polska dziennikarka radiowa[378][379]